# Малхотра, Аджай
Аджа́й Малхо́тра (англ. Ajai Malhotra; род. 1953) — индийский дипломат, с 2011 по 2013 год занимал должность посла Индии в Российской Федерации.

## Биография
Родился в Нью-Дели. Получил учёную степень магистра искусств по экономике в Делийской школе экономики Делийского университета. В 1977 году поступил на службу в Министерство иностранных дел Индии. В 1979—1982 годах служил в Верховном комиссариате Индии в Найроби, затем в Посольстве Индии в Москве (1982—1985). В 1985—1989 годах был членом постоянной миссии Индии при ООН в Женеве. В частности, представлял Индию в Комитете по свободе объединения Международной организации труда.
В 1989—1993 годах служил вице-секретарём, а затем директором департамента ООН в Министерстве внешних связей Индии в Нью-Дели. В 1993—1996 годах снова служил в Посольстве Индии в России. В 1996 году вернулся в качестве директора в Министерство внешних связей Индии. В период с 1999 по 2003 год работал в посольстве Индии в США. В 2003—2005 годах — посол Индии в Румынии, Албании и Молдавии. В 2005—2009 годах служил заместителем представителя Индии в ООН. В 2009—2011 годах занимал должность посла Индии в Кувейте. В 2011 году был назначен послом Индии в России, сменив на этом посту Прабхата Шуклу.
Малхотра является автором публикаций на такие темы, как окружающая среда, биологическое разнообразие, изменение климата и международное право. В 2004 году Малхотра получил степень почётного доктора от одного из румынских университетов.

## Личная жизнь
Женат. Отец двоих детей. Как отметила «Российская газета» в марте 2012 года, Аджай Малхотра — один из немногих иностранных послов в Москве, которые поддерживают аккаунт в социальных сетях. На своей страничке в Facebook Малхотра поздравляет друзей с российскими и индийскими праздниками, выкладывает свои фотографии. Как отметило издание, важной для Малхотры темой являлась судьба кришнаитской книги «Бхагавад-гита как она есть», которая в 2011—2012 годах стала предметом судебного разбирательства в России.